# Криптосистема Уильямса
Криптосистема Уильямса (Williams System) — система шифрования с открытым ключом, созданная Хью Коуи Уильямсом (Hugh Cowie Williams) в 1984 году.

## История
Алгоритм был разработан в 1984 году как альтернатива более известному RSA. Целью разработки было избавиться от уязвимостей криптосистемы.

## Об алгоритме
Для любой криптосистемы желательно, чтобы было доказано, что её взлом имеет вычислительную сложность аналогичную вычислительной сложности задачи, которую на данный момент невозможно решить за обозримое время. Как и RSA, криптосистема Уильямса опирается на предположение о сложности факторизации больших чисел, и было доказано, что для любого взлома шифротекста с помощью предварительного криптоанализа (имея лишь открытый ключ) необходимо провести факторизацию, то есть решить уравнение {\displaystyle pq=n} относительно {\displaystyle p} и {\displaystyle q}. Это утверждение не было доказано для системы RSA. Вычислительная сложность задачи факторизации неизвестна, но считается, что она достаточно высока.
Но, как и RSA, криптосистема Уильямса уязвима для атаки на основе подобранного шифротекста.

## Описание алгоритма
Алгоритм системы Уильямса, не являясь вычислительно более сложным, чем RSA, намного более громоздкий в описании.
Для него существует лемма, которая будет описана в разделе о математическом аппарате — она играет ключевую роль в этой криптосистеме.

### Математический аппарат
Для начала следует определить терминологию — она заимствована из теории квадратичных полей, но для криптосистемы требуются лишь самые начальные знания. Рассмотрим элемент
{\displaystyle \alpha =a+b{\sqrt {c}}=(a,b),}
где {\displaystyle a,b,c} — целые числа, а {\displaystyle {\sqrt {c}}} — условный элемент, квадрат которого равен {\displaystyle c}. Тогда будут справедливы следующие формулы:
{\displaystyle \alpha _{1}+\alpha _{2}=(a_{1}+a_{2},b_{1}+b_{2}),}
{\displaystyle \alpha _{1}\cdot \alpha _{2}=(a_{1}a_{2}+c\cdot b_{1}b_{2},a_{1}b_{2}+a_{2}b_{1})}
Сопряжённым к {\displaystyle \alpha } числом называется
{\displaystyle {\bar {\alpha }}=a-b{\sqrt {c}}}
Определим также функции, которые помогут нам выразить степень этого числа. Пусть
{\displaystyle \alpha ^{i}=X_{i}(\alpha )+Y_{i}(\alpha ){\sqrt {c}},}
тогда {\displaystyle X_{i}} и {\displaystyle Y_{i}} можно выразить через {\displaystyle \alpha ^{i}} следующим образом:
{\displaystyle X_{i}(\alpha )=(\alpha ^{i}+{\bar {\alpha }}^{i})/2}
{\displaystyle Y_{i}(\alpha )=b(\alpha ^{i}-{\bar {\alpha }}^{i})/(\alpha -{\bar {\alpha }})=(\alpha ^{i}-{\bar {\alpha }}^{i})(2{\sqrt {c}})}
Последнее выражение предназначено только для упрощения понимания. Так как функции определены для пар {\displaystyle (a,b)}, то не содержат {\displaystyle c}.
Если предположить теперь, что {\displaystyle a^{2}-b^{2}c=1}, то можно записать следующие рекуррентные соотношения:
{\displaystyle X_{2i}=2{X_{i}}^{2}-1}
{\displaystyle Y_{2i}=2X_{i}Y_{i}}
{\displaystyle X_{2i+1}=2X_{i}X_{i+1}-X_{1}}
{\displaystyle Y_{2i+1}=2X_{i}Y_{i+1}-Y_{1}}
Эти формулы предназначены для быстрого вычисления {\displaystyle X_{i}} и {\displaystyle Y_{i}}. Так как {\displaystyle X_{0}=1} и {\displaystyle X_{1}=a}, то {\displaystyle X_{i}(\alpha )} также не зависит от {\displaystyle b}.
Пусть {\displaystyle n} является произведением двух нечётных простых чисел {\displaystyle p} и {\displaystyle q}; {\displaystyle a,b,c} - целые числа, удовлетворяющие уравнению
{\displaystyle a^{2}-cb^{2}=1{\pmod {n}}}.
Пусть символы Лежандра {\displaystyle \delta _{p}=}{\displaystyle \textstyle \left({\frac {c}{p}}\right)} и {\displaystyle \delta _{q}=\textstyle \left({\frac {c}{q}}\right)} удовлетворяют сравнениям 
Пусть далее {\displaystyle gcd(cb,n)=1} и Символ Якоби {\displaystyle \textstyle \left({\frac {2(a+1)}{n}}\right)} равен 1. Обозначим 
и полагаем, что {\displaystyle e} и {\displaystyle d} удовлетворяют сравнению 
При этих предположениях 

### Создание ключа
Сначала выбираются два простых числа {\displaystyle p} и {\displaystyle q}, вычисляется их произведение {\displaystyle n}. С помощью перебора выбирается число {\displaystyle c} так, чтобы символы Лежандра {\displaystyle \delta _{p}} и {\displaystyle \delta _{q}} удовлетворяли условиям, наложенным в лемме. Затем (также подбором) определяется число {\displaystyle s} такое, что символ Якоби
{\displaystyle \textstyle \left({\frac {s^{2}-c}{n}}\right)=-1}
и {\displaystyle gcd\textstyle \left(s,n\right)=1.}
Число {\displaystyle m} выбирается так же, как и в лемме:
{\displaystyle m=(p-\delta _{p})(q-\delta _{q})/4}
Затем выбираются числа {\displaystyle d,e}, удовлетворяющие условиям, наложенным в лемме. Выберем случайное, например, {\displaystyle d:gcd\textstyle \left(d,m\right)=1}, а {\displaystyle e} вычислим по формуле
{\displaystyle e={\frac {m+1}{2}}d^{-1}{\pmod {m}}}
Тогда {\displaystyle {n,e,c,s}} — открытый ключ, а {\displaystyle {p,q,m,d}} — секретный ключ.

### Зашифрование
Все вычисления здесь ведутся по модулю {\displaystyle n}. Запись {\displaystyle a+b{\sqrt {c}}{\pmod {n}}} здесь означает {\displaystyle (a\mod n)+(b\mod n){\sqrt {c}}.}
Представим открытый текст в виде числа {\displaystyle w\in {2,3,...,n-1}}. Определим {\displaystyle \gamma } и {\displaystyle b_{1}}: если символ Якоби {\displaystyle \textstyle \left({\frac {w^{2}-c}{n}}\right)} равен {\displaystyle +1}, то
{\displaystyle b_{1}=0} и {\displaystyle \gamma =w+{\sqrt {c}},}
иначе определим {\displaystyle \gamma } через произведение
{\displaystyle b_{1}=1} и {\displaystyle \gamma =(w+{\sqrt {c}})(s+{\sqrt {c}}).}
Тогда легко убедиться, что символ Якоби
{\displaystyle \textstyle \left({\frac {\gamma {\bar {\gamma }}}{n}}\right)=1,}
что проверяется прямым вычислением (во втором случае с учётом выбора {\displaystyle s} и мультипликативности символа Якоби).
Далее находим число
{\displaystyle \alpha ={\frac {\gamma }{\bar {\gamma }}}.}
Представим {\displaystyle \alpha } в виде {\displaystyle \alpha =a+b{\sqrt {c}}.}
{\displaystyle \alpha } удовлетворяет условиям, накладываемым в лемме. Действительно, {\displaystyle p,q,n,c,d,e} удовлетворяют условиям по построению, и
{\displaystyle \alpha {\bar {\alpha }}={\frac {\gamma }{\bar {\gamma }}}{\frac {\bar {\gamma }}{\gamma }}=1.}
{\displaystyle 2(a+1)={\frac {\gamma }{\bar {\gamma }}}+{\frac {\bar {\gamma }}{\gamma }}+2={\frac {(\gamma +{\bar {\gamma }})^{2}}{{\bar {\gamma }}\gamma }}{\pmod {n}}}
Из последней формулы следует, что
{\displaystyle \textstyle \left({\frac {2(a+1)}{n}}\right)=1.}
Получив {\displaystyle \alpha ,} следует его зашифровать возведением в степень {\displaystyle e} — результат может быть представлен через {\displaystyle X_{e}(\alpha )} и {\displaystyle Y_{e}(\alpha ),} которые могут быть быстро (за количество операций порядка {\displaystyle \log e}) найдены с помощью рекуррентных формул.
Введём обозначение
{\displaystyle E={\frac {X_{e}(\alpha )}{Y_{e}(\alpha )}}}
Тогда криптотекстом будет являться тройка чисел {\displaystyle (E,b_{1},b_{2}),} где {\displaystyle b_{2}=a\mod 2.}

### Расшифрование
Расшифрование проводится проще. Сначала вычисляется
{\displaystyle \alpha ^{2e}={\frac {\alpha ^{2e}}{{(\alpha {\bar {\alpha }})}^{e}}}={\frac {E+{\sqrt {c}}}{E-{\sqrt {c}}}},}
что может сделать и злоумышленник. Но для окончательного расшифрования необходимо вычислить, как показано в лемме, {\displaystyle \alpha ^{2ed}} — при том, что {\displaystyle d} держится в секрете.
{\displaystyle \alpha ^{2ed}=X_{d}(\alpha ^{2e})+Y_{d}(\alpha ^{2e}){\sqrt {c}}=\pm \alpha }
Число {\displaystyle b_{2},} передаваемое в сообщении, укажет, какой из знаков верен — тот, что даёт чётный результат или тот, что даёт нечётный. Число {\displaystyle b_{1}} покажет, следует ли умножить результат на {\displaystyle (s-{\sqrt {c}})/(s+{\sqrt {c}})}. В результате мы получим число
{\displaystyle \alpha '={\frac {w+{\sqrt {c}}}{w-{\sqrt {c}}}}}
И с лёгкостью найдём исходный текст, что и завершит процесс расшифрования.
{\displaystyle w={\frac {\alpha '+1}{\alpha '-1}}{\sqrt {c}}}

## Безопасность
Как и на RSA, на криптосистему может быть проведена атака на основе подобранного шифротекста. Предположим, что криптоаналитик нашёл некоторый алгоритм, позволяющий с вероятностью {\displaystyle \delta >0} расшифровать криптотекст. Тогда он может поступить следующим образом:
1. Выбрать число {\displaystyle \phi } такое, что символ Якоби {\displaystyle \textstyle \left({\frac {\phi ^{2}-c}{n}}\right)=-1};
2. Зашифровать {\displaystyle \phi }, но таким образом, как будто упомянутый символ Якоби равен {\displaystyle +1} и {\displaystyle b_{1}=0}, получив на выходе криптотекст {\displaystyle (E,0,b_{2})};
3. Расшифровать полученный криптотекст, получив некоторый {\displaystyle \psi \neq \phi }.
Тогда с вероятностью {\displaystyle \delta >0} криптоаналитик может получить
{\displaystyle \phi -\psi =p{\pmod {n}}}
или
{\displaystyle \phi -\psi =q{\pmod {n}}}
Что позволяет произвести факторизацию {\displaystyle n} и взломать криптосистему.

## Быстродействие
После генерации ключа основные вычисления происходят при возведении числа {\displaystyle \alpha } в степень, а это может быть произведено за {\displaystyle O(\log e)} умножений по модулю, каждое из которых происходит за {\displaystyle O(\log e)} операций сложения, в свою очередь выполняющихся за {\displaystyle O(\log e)} элементарных операций сложения неизменной скорости — то есть за {\displaystyle O(\log ^{3}e)}, с той же скоростью, что и возведение в степень целого числа по модулю, которое требуется для использования RSA.

## Пример

### Генерация ключа
Выберем, например, {\displaystyle p=11} и {\displaystyle q=13}, произведением которых является {\displaystyle n=143}. Так как
{\displaystyle \left({\frac {5}{11}}\right)=1=-11{\pmod {4}}}
и
{\displaystyle \left({\frac {5}{13}}\right)=-1=-13{\pmod {4}}}
Можно выбрать {\displaystyle c=5}. Также, если выбрать {\displaystyle s=2}, получим
{\displaystyle \left({\frac {s^{2}-c}{n}}\right)=\left({\frac {-1}{11}}\right)\left({\frac {-1}{13}}\right)=-1}
Что удовлетворяет условию теоремы.
Далее получим
{\displaystyle m=\left({\frac {10\cdot 14}{4}}\right)=35}
И, наконец, выберем экспоненты шифрования и расшифрования: так как
{\displaystyle 23\cdot 16=18{\pmod {m}}}
Можно выбрать
{\displaystyle e=23}
{\displaystyle d=16}

### Зашифрование
Пусть исходный текст будет {\displaystyle \omega =21}. Так как
{\displaystyle \left({\frac {21^{2}-5}{143}}\right)=\left({\frac {7}{11}}\right)\left({\frac {7}{13}}\right)=(-1)\cdot (-1)=1}
Имеем {\displaystyle b_{1}=0}, {\displaystyle \gamma =21+{\sqrt {5}}} и
{\displaystyle \alpha =\left({\frac {21+{\sqrt {5}}}{21-{\sqrt {5}}}}\right)=125+6{\sqrt {5}}{\pmod {143}}}
Так как {\displaystyle 125} нечётно, получаем {\displaystyle b_{2}=1}. После вычисления {\displaystyle X_{23}(\alpha )=68} и {\displaystyle Y_{23}(\alpha )=125} получаем
{\displaystyle E=68\cdot {125}^{-1}=68\cdot 135=28{\pmod {143}}}
Таким образом, шифротекстом является тройка {\displaystyle (28,1,1)}.

### Расшифрование
Теперь следует вычислить {\displaystyle \alpha ^{2e}}:
{\displaystyle \alpha ^{2e}=\left({\frac {28^{2}+5}{28^{2}-5}}\right)+2\cdot \left({\frac {28}{28^{2}-5}}\right){\sqrt {5}}=95+126{\sqrt {5}}{\pmod {143}}}
Так как {\displaystyle d=16}, вычисляем также
{\displaystyle X_{16}(\alpha ^{2e})=18}
{\displaystyle Y_{16}(\alpha ^{2e})=137}
Так как {\displaystyle b_{2}=1}, то {\displaystyle a} должно быть нечётным и
{\displaystyle \alpha '=-(18+137{\sqrt {5}})=125+6{\sqrt {5}}{\pmod {143}}}
Учитывая, что вторая компонента шифротекста {\displaystyle b_{1}=0}, заключаем, что {\displaystyle \alpha '=\alpha }. В таком случае
{\displaystyle \omega ={\frac {126+6{\sqrt {5}}}{124+6{\sqrt {5}}}}{\sqrt {5}}=21{\pmod {143}}}.
Таким образом, мы получили {\displaystyle \omega =21}, который и являлся первоначальным открытым текстом.